# Lambertuskerk (Hedikhuizen)

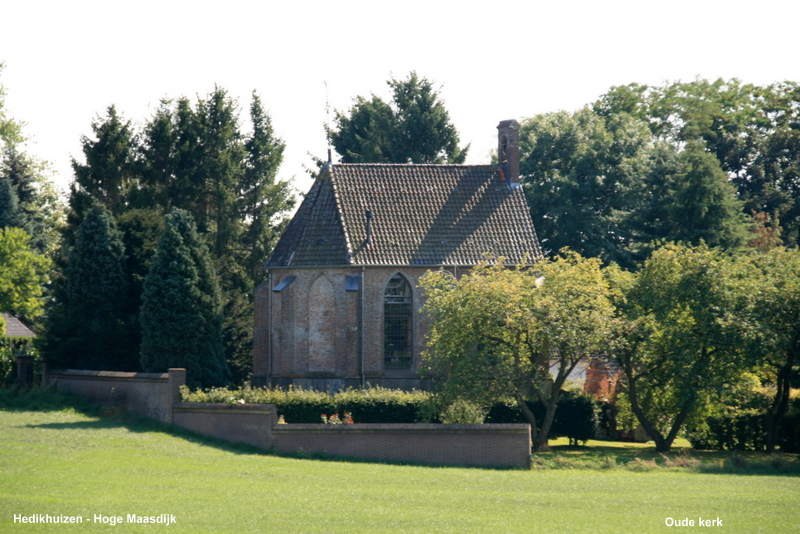
Lambertuskerk

De Lambertuskerk is een voormalig hervormd kerkgebouw in de tot de Noord-Brabantse gemeente Heusden behorende plaats Hedikhuizen, gelegen aan de Hoge Maasdijk 9.

## Geschiedenis
Hier stond een romaans kerkje dat, omstreeks 1140, in tufsteen was gebouwd. Enkele restanten daarvan zijn nog te vinden in het in baksteen gebouwde gotisch kerkje. Oorspronkelijk katholiek kwam het tijdens de reformatie, in 1598, in protestantse handen. In 1840 trachtten de katholieken de kerk weer in bezit te krijgen, maar dat mislukte. Het aantal protestanten was echter te klein om het kerkje goed te onderhouden. In 1937 werd het gebouw gerestaureerd. In 1944 echter werd de toren door oorlogshandelingen verwoest. De toren werd nooit herbouwd al kwam er een klokkengevel op het dak en werd het gebouw hersteld. Het aantal protestanten bleek echter te gering. In 1975 werd het voor een symbolisch bedrag aangekocht door de Maatschappij van Welstand. Voortaan werd het kerkje gebruikt als woning en atelierruimte.

## Gebouw
Het betreft een eenbeukig bakstenen kerkje met driezijdig afgesloten koor. De voorgebouwde toren werd in 1944 verwoest. In het kerkje zijn enkele grafstenen aanwezig van protestantse bestuurders. Het kerkje is geklasseerd als rijksmonument.